# Bartramia gigantea
Bartramia gigantea là một loài rêu trong họ Bartramiaceae. Loài này được Bory mô tả khoa học đầu tiên năm 1804.